# ウィリアム・シュブリック
ウィリアム・ブラッドフォード・シュブリック（英語：William Bradford Shubrick、1790年10月31日 – 1874年5月27日）はアメリカ海軍の士官。1806年から1861年まで現役にあり、米英戦争および米墨戦争に参加し、南北戦争 勃発直後に退役した。米墨戦争直後に太平洋艦隊（Pacific Squadron）の司令官となり、東インド艦隊の司令官も兼ねたが、実際にアジアに行くことは無かった。

## 経歴
1790年10月31日、サウスカロライナ州に生まれる。ハーバード大学に学んだ後、1806年に士官候補生としてアメリカ海軍に入った。帆走戦闘スループ・ワスプ（USS Wasp）乗組員として地中海で勤務後、ブリッグ・アーガス（USS Argus）に移り、米国大西洋岸で勤務した。
米英戦争勃発時には戦闘スループ・ホーネット（USS Hornet）に乗り組んでいたが、フリゲート・コンステレーション（USS Constellation）勤務を命じられた。艦がノーフォークにあった1813年6月22日、シュブリックは海軍兵を率いて英国海軍のクレーニー島に対する攻撃を撃退している。その後のコンスティチューションによる英国艦サイアン（HMS Cyane）およびレバント（HMS Levant）拿捕の功績により議会名誉黄金勲章を授与されている。
米英戦争から米墨戦争までの30年の間、シュブリックは戦闘スループ・レキシントン（USS Lexington）およびナチェス（USS Natchez）の艦長、さらに1838年から1840年までは西インド艦隊の司令官を務めた。1845年から1846年までは陸に上がって食品・衣服局の局長を務めた。
米墨戦争勃発により、シュブリックは再び海に戻った。ジョン・スロート（John D. Sloat）代将の後任として、太平洋艦隊（Pacific Squadron）の指揮をとるため、戦列艦インデペンデンス（USS Independence）を率いてカリフォルニアへ向かった。しかしながら、シュブリック到着の1週間後の1847年1月2日、ジェームズ・ビドル代将が東インド艦隊を率いてモントレーに到着したため、先任のビドルに司令職を譲った。4月にはマサトランとグアイマスの封鎖のためメキシコ沖に南下した。6月初旬カリフォルニアに呼び戻され、7月19日にビドルはシュブリックに艦隊の指揮を委ねて東海岸へ向かった。
シュブリックの指揮下に、海軍は成功裏に太平洋岸での戦闘を終了させた。そのハイライトは10月のマサトランと11月のグアイマスの占領だった。サン・ビアスは翌1848年の1月に陥落した。
戦争終了後の1849年、シュブリックはフィラデルフィア海軍工廠長となった。続いて、建造・修理局の局長を務めた。1852年8月、灯台管理委員会の委員長となった。
1858年、米国砲艦ウォーターウィッチ（USS Water Witch）に対する砲撃事件（1855年）の謝罪を求め得るため、シュブリックは19隻からなる艦隊を率いてパラグアイへ向かった。典型的な砲艦外交であった。
1861年12月、シュブリックは現役を退き、退役後の翌年7月16日少将に昇進した。1874年5月27日、ワシントンD.C.で死亡した。

## 艦名
4隻の艦艇にシュブリックの名前がつけられた。灯台保守艦（USLHT Shubrick）、魚雷艇TB-31、クレムソン級駆逐艦DD-268およびグリーブス級駆逐艦DD-639である。

## 参考
- この記事はアメリカ合衆国政府の著作物であるDictionary of American Naval Fighting Shipsに由来する文章を含んでいます。